# Ascarophis epinepheli
Ascarophis epinepheli is een rondwormensoort uit de familie van de Cystidicolidae. De wetenschappelijke naam van de soort is voor het eerst geldig gepubliceerd in 1984 door Wang.